# Parque Natural Municipal das Dunas da Lagoa da Conceição
O Parque Natural Municipal das Dunas da Lagoa da Conceição, é uma área protegida de 706,76 hectares, localizada na região leste da cidade de Florianópolis, no sul do Brasil. É conhecido por suas belas paisagens, compostas de vastos campos de dunas, muitas vezes cobertas por diferentes tipos de vegetação do ambiente de restinga, e recortadas por uma ampla e complexa rede de lagoas e cursos de água. O Parque apresenta grande importância econômica e ecológica, através do intenso turismo que recebe e proteção de diversas espécies de animais, plantas e mananciais.
As chamadas Dunas da Joaquina são as atrações mais famosas localizadas dentro do Parque. São conhecidas assim por estarem em frente à Praia da Joaquina e representam uma das atrações naturais mais importantes da cidade. Devido esta fama, o Parque também é chamado popularmente de Parque das Dunas da Joaquina.
Estas dunas, de fácil localização, proporcionam uma paisagem panorâmica de extrema beleza e são ideais para a prática do esporte sandboard, em diferentes níveis de dificuldade, o que atrai diariamente uma grande número de turistas e esportistas do gênero.

## Histórico
O Parque foi criado oficialmente em 1988, através do decreto municipal nº 231/1988, que visou conter o avanço da urbanização sobre a extensa área de dunas compreendida inicialmente entre Praia da Joaquina e a Lagoa da Conceição, preservando a paisagem natural e destinando o lugar para práticas adequadas de educação, lazer, recreação e pesquisa científica. Anteriormente, desde 1975, esta área já era considerada um patrimônio da cidade, através dos decretos municipais nº1.261/1975 e nº213/1979, de 1979, mas que não conseguiram impedir construções ilegais no local.
Em 2018, completando 30 anos de sua criação, Parque teve sua área ampliada pela lei municipal Nº 10.388/2018, acrescentando-se boa parte da restinga localizada ao redor da Praia do Campeche, além de importantes mananciais da região, como a Lagoa Pequena e Lagoa da Chica. Através desta lei, o Parque foi finalmente adequado ao Sistema Nacional de Unidades de Conservação da Natureza, passando a ser nomeado oficialmente de “Parque Natural Municipal”, e não apenas “Parque Municipal”, como era anteriormente chamado.

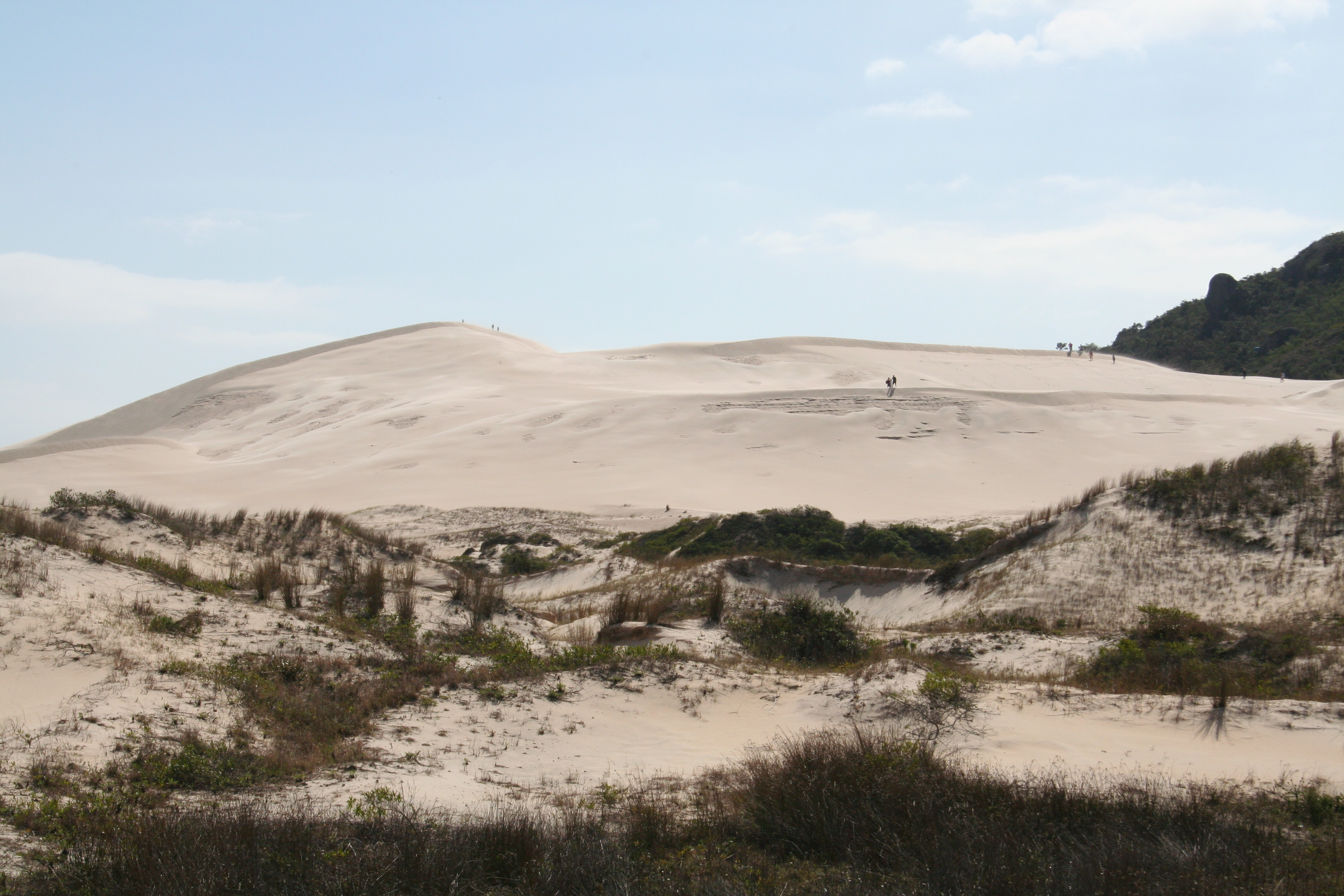
Em destaque, as maiores dunas do Parque, em frente à Praia da Joaquina.

## Importância
O Parque abriga, além de suas dunas que movimentam a economia local com o turismo, uma rica biodiversidade de animais e plantas, protegendo ainda mananciais superficiais e um importante estoque de água potável subterrâneo, o Aquífero Campeche. Conectadas ao Parque nas suas imediações, localizam-se ainda importantes atrações turísticas da cidade, como a Praia do Campeche, Praia da Joaquina, Lagoa da Conceição e a Avenida das Rendeiras, locais que também desempenham papel importante na economia turística da cidade.

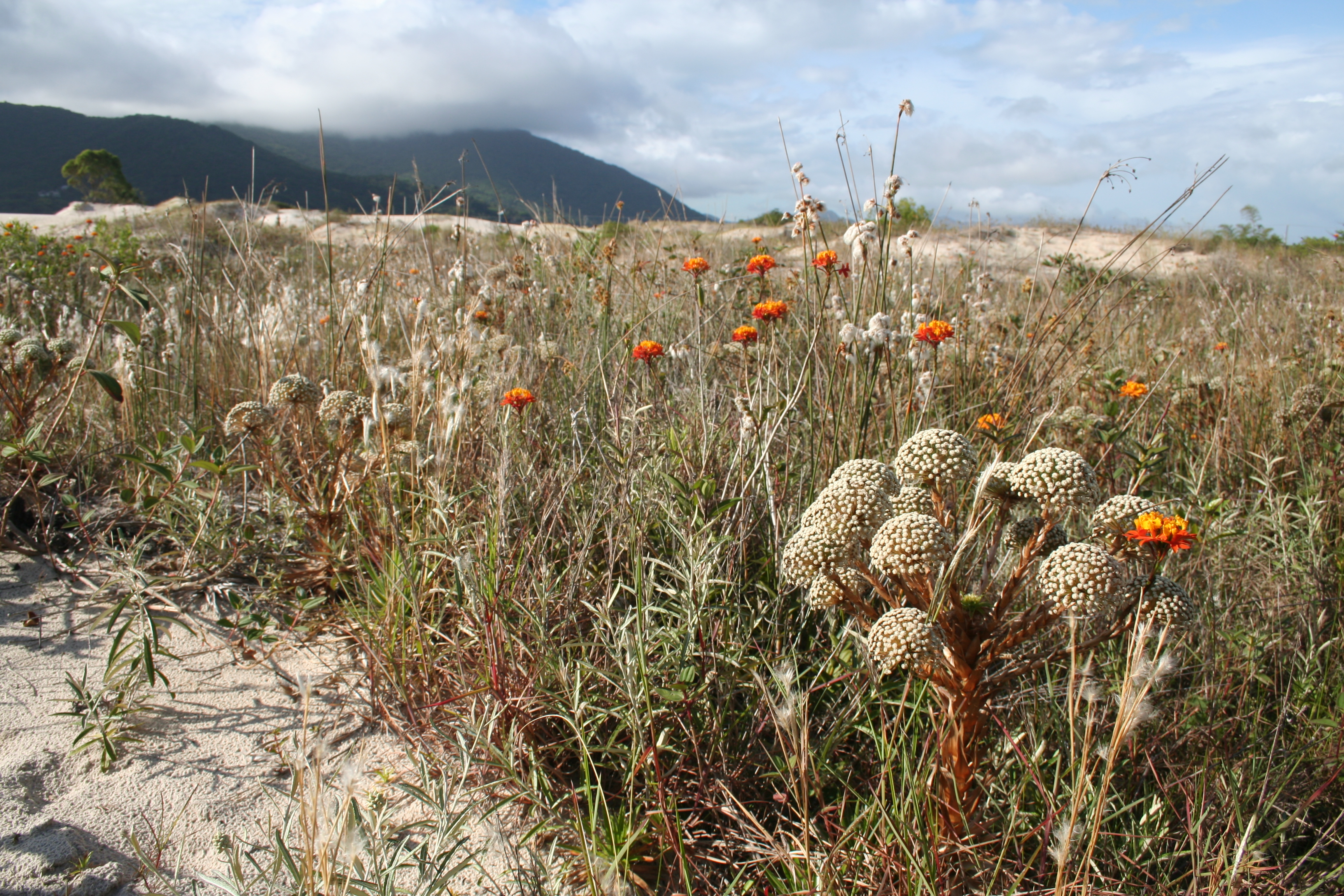
Vegetação do Parque, típica do ambiente de restinga. À direita, a planta sempre-viva-de-mil-flores, e de flores vermelhas, a orquídea Epidendrum fulgens.

## Biodiversidade
Na área do Parque, pesquisas científicas já catalogaram pelo menos 326 espécies de plantas vasculares, dezenas de espécies de aves e algumas de lagartos, anfíbios e mamíferos. Mais de 150 espécies de insetos já foram encontradas numa única espécie de planta que habita o Parque, além de outras dezenas de espécies de formigas, moscas e outros grupos de insetos localizados em outros ambientes do local. As aves migratórias como a marreca-parda encontram nas lagoas do Parque um importante local para se alimentarem e descansar.
Entre as espécies típicas do Parque, temos a bela planta sempre-viva-de-mil-flores, capaz de abrigar dezenas de espécies de insetos em seu interior, e o lagartinho-da-areia, ambas encontradas no local, mas com distribuição espacial bastante restrita pelo Brasil.

## Ameaças
O Parque tem sofrido com a ocupação desordenada da região, especialmente através de construções ilegais, incêndios criminosos, despejo de lixo e invasão das dunas pelo pinheiro Pinus elliottii, uma espécie exótica invasora cuja presença altera profundamente os ecossistemas locais.

## Galeria de fotos

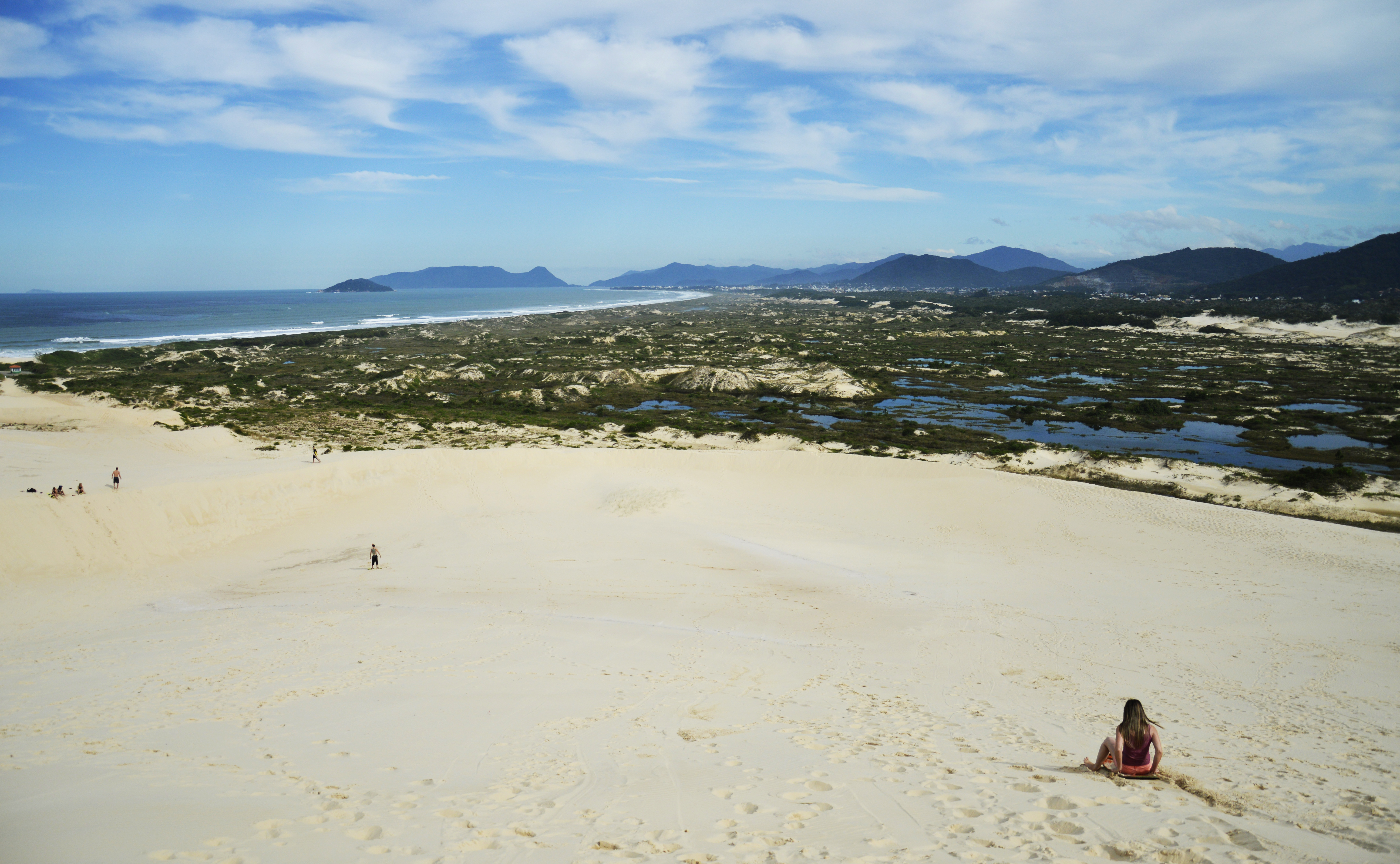
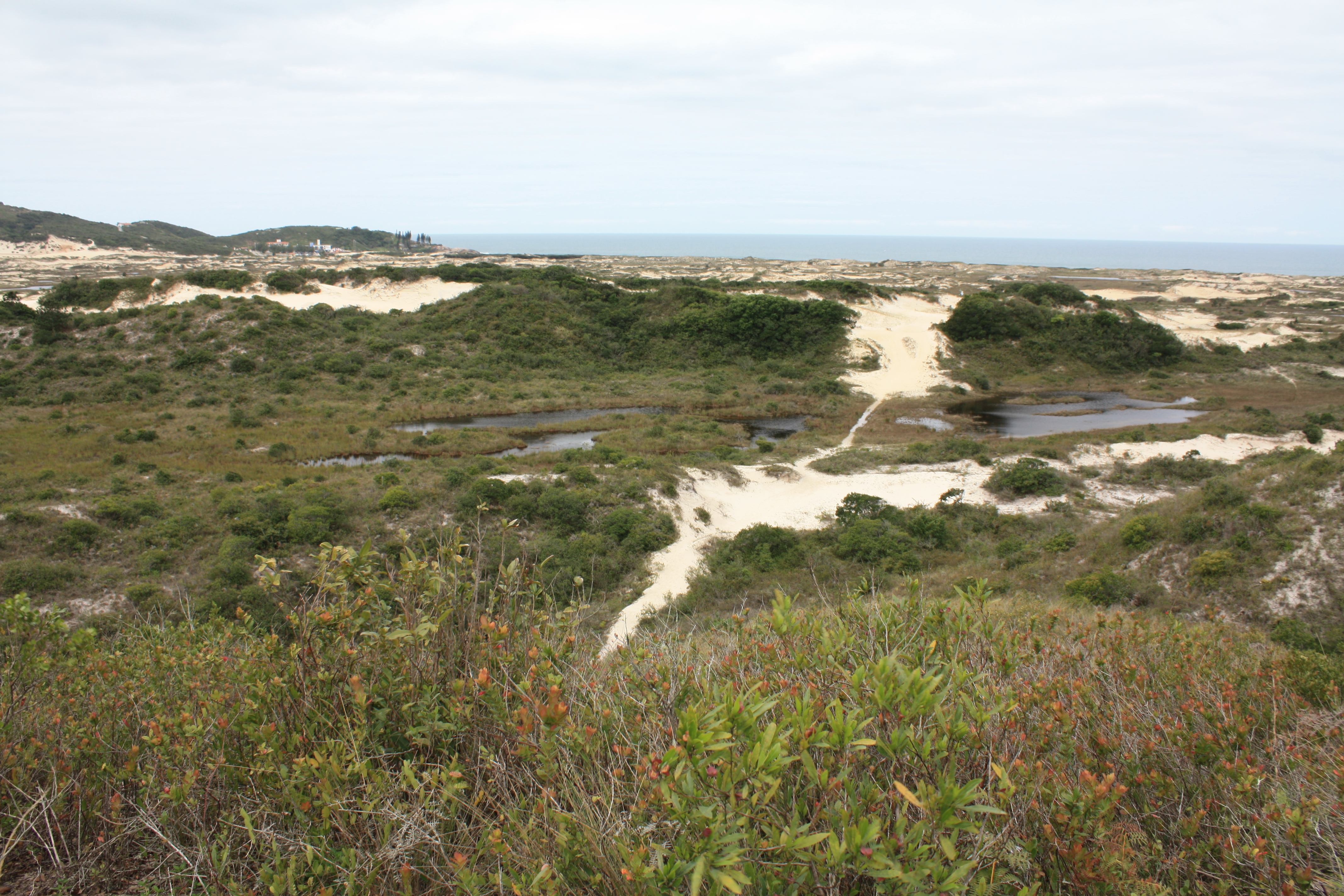
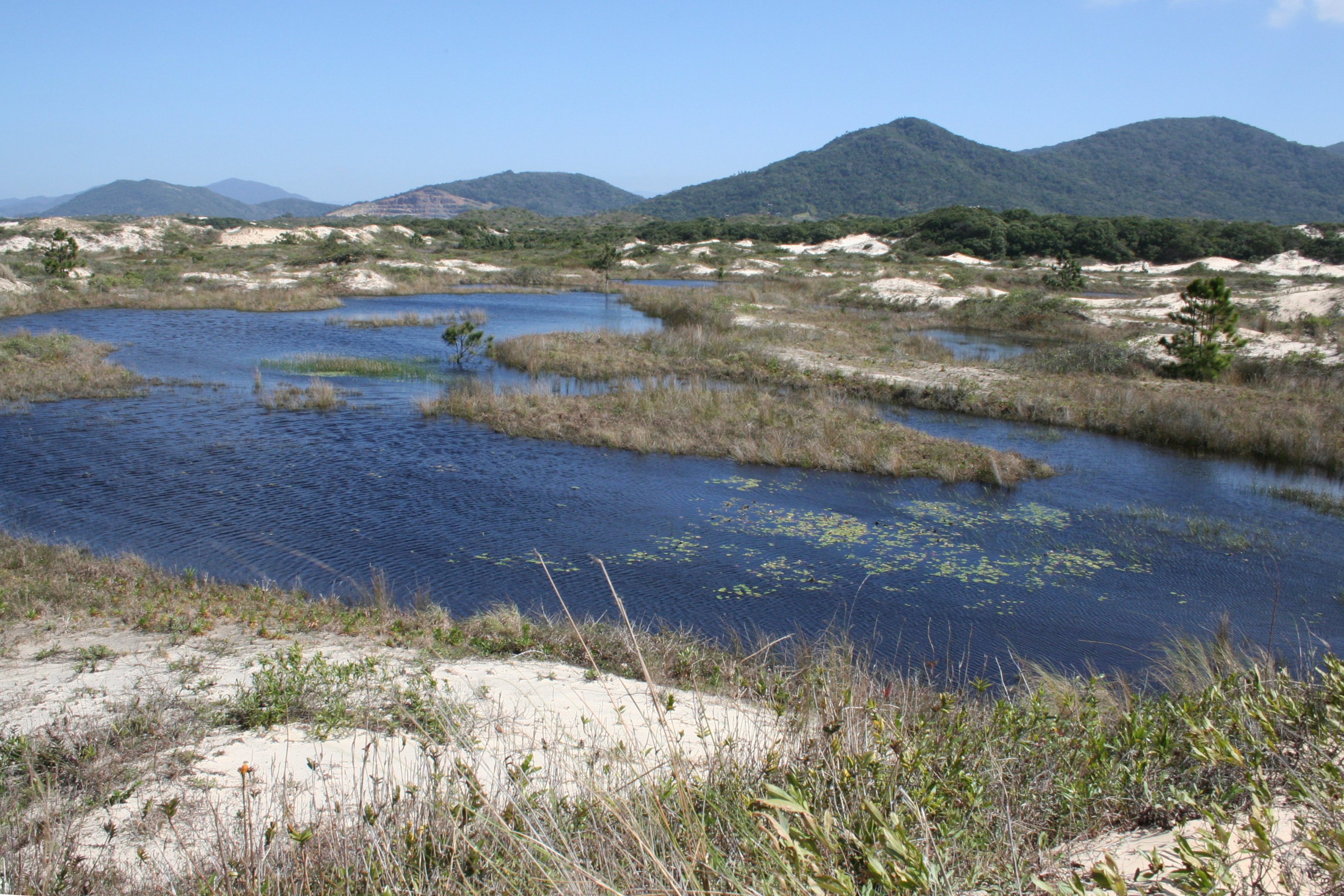
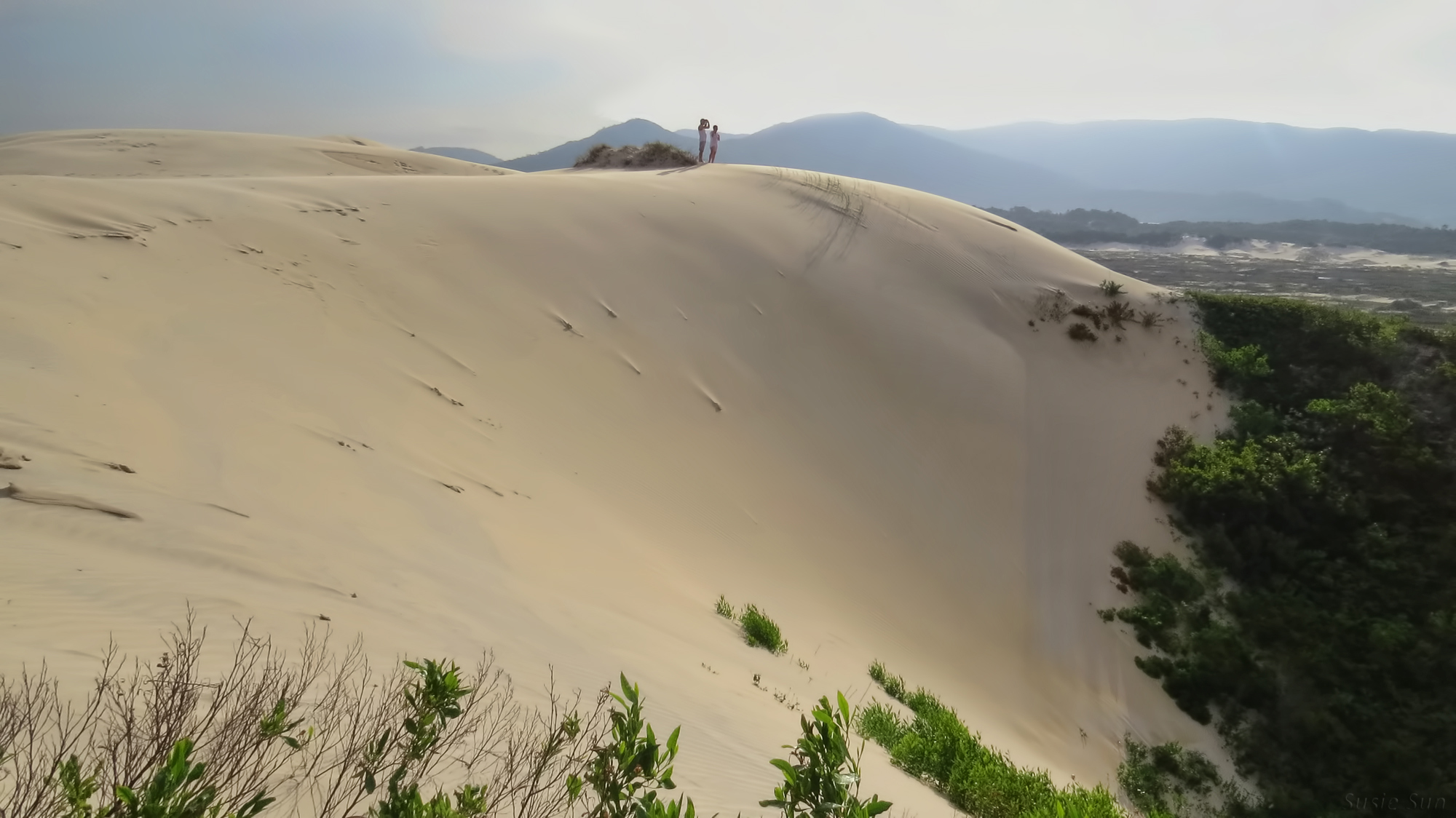
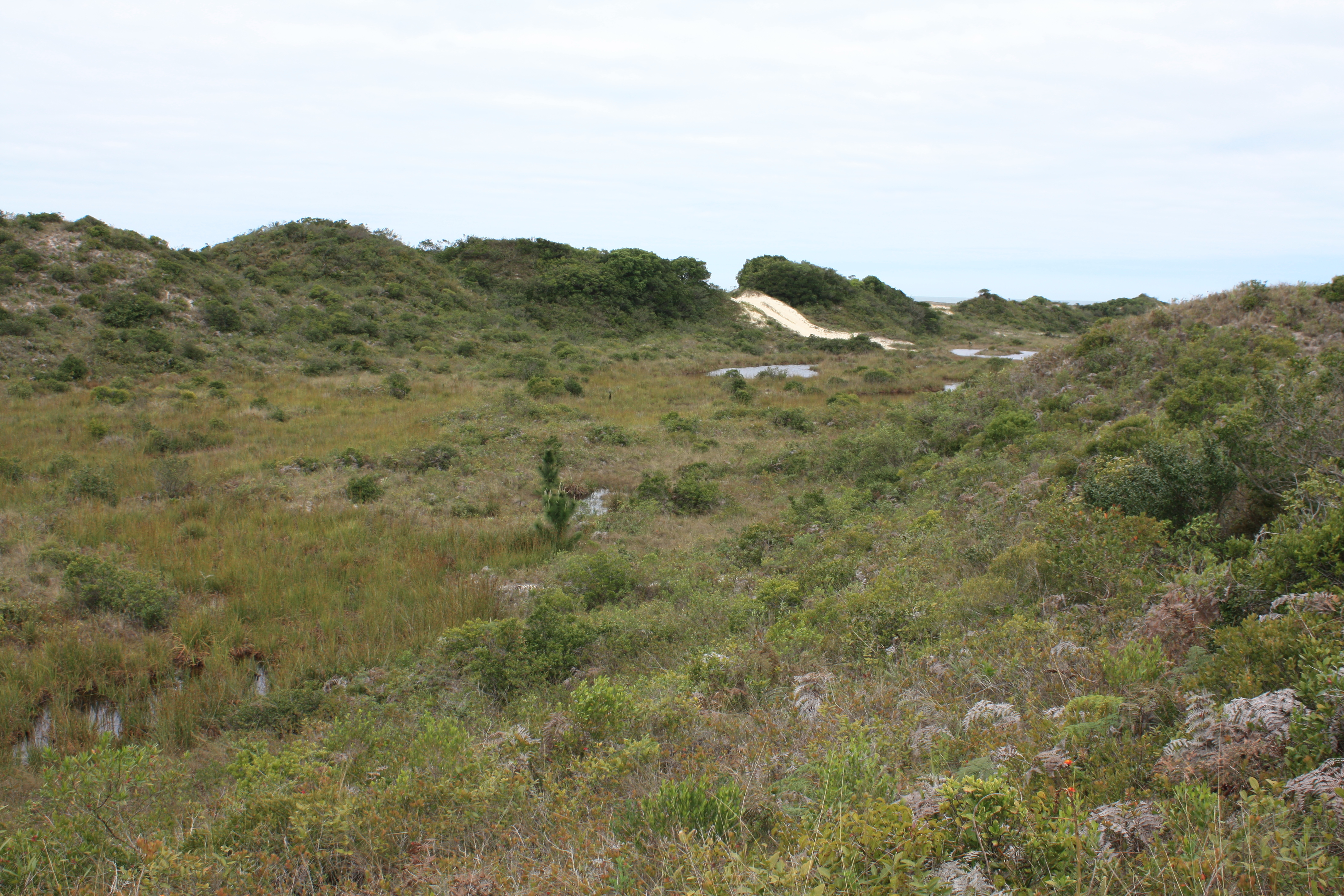
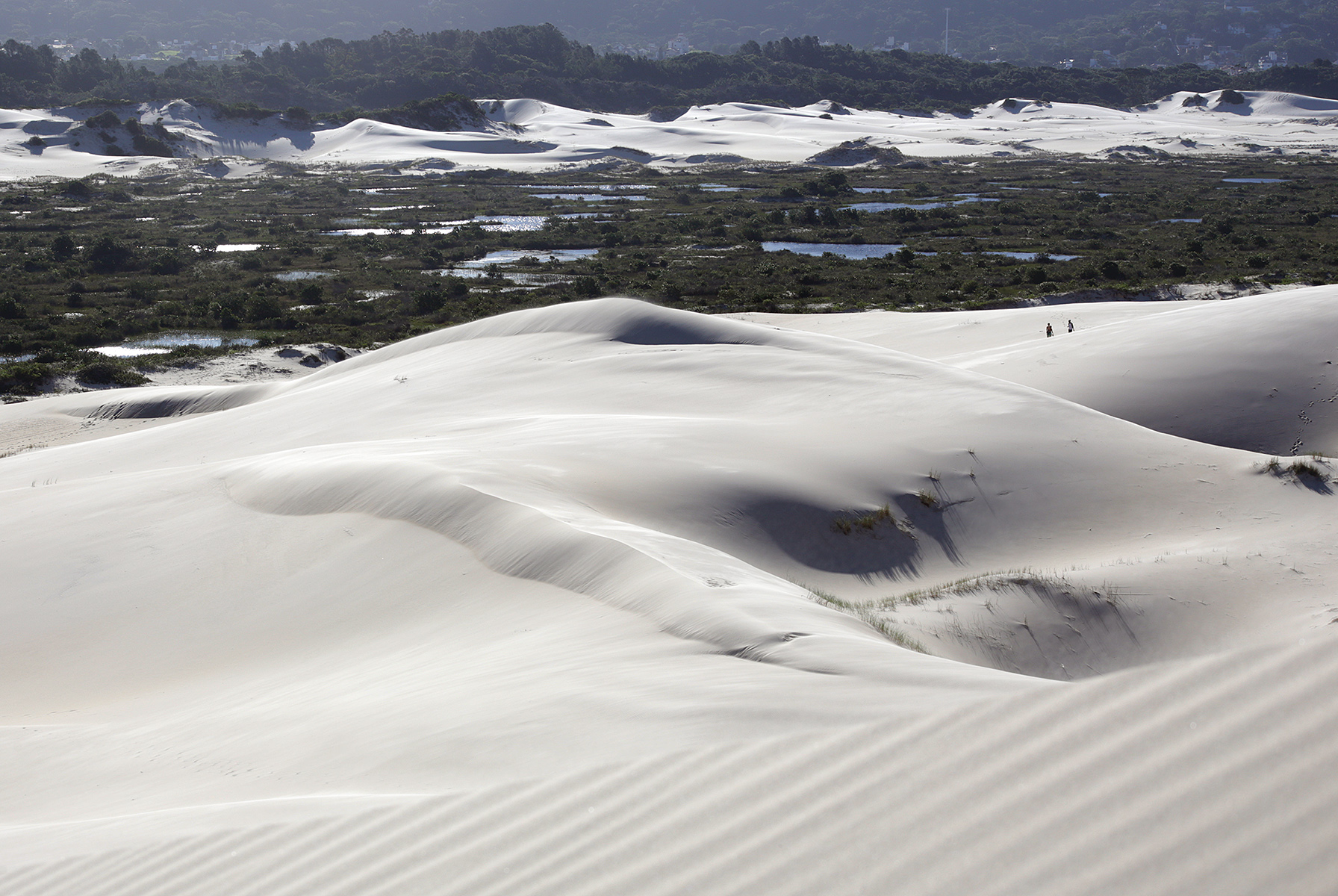
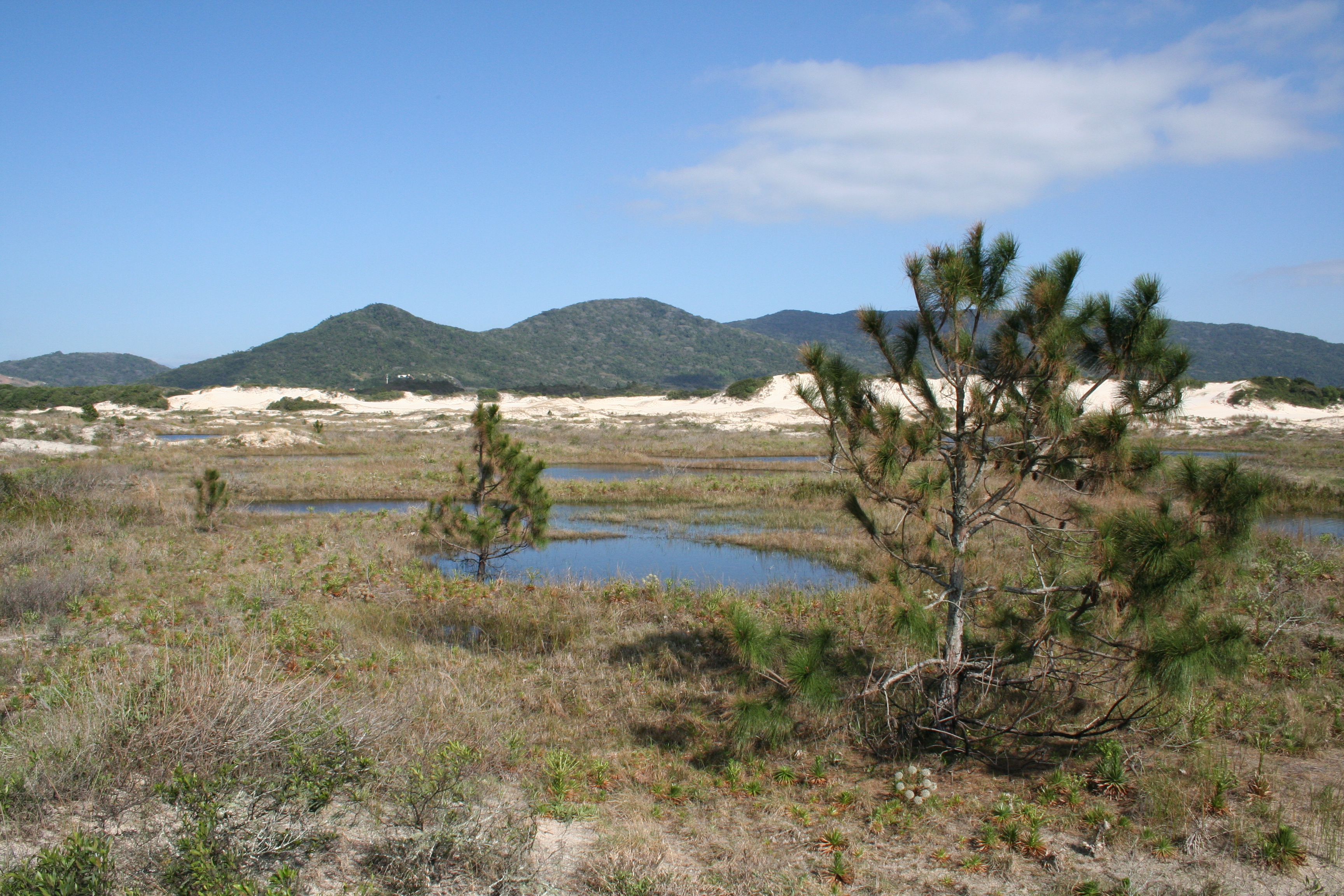
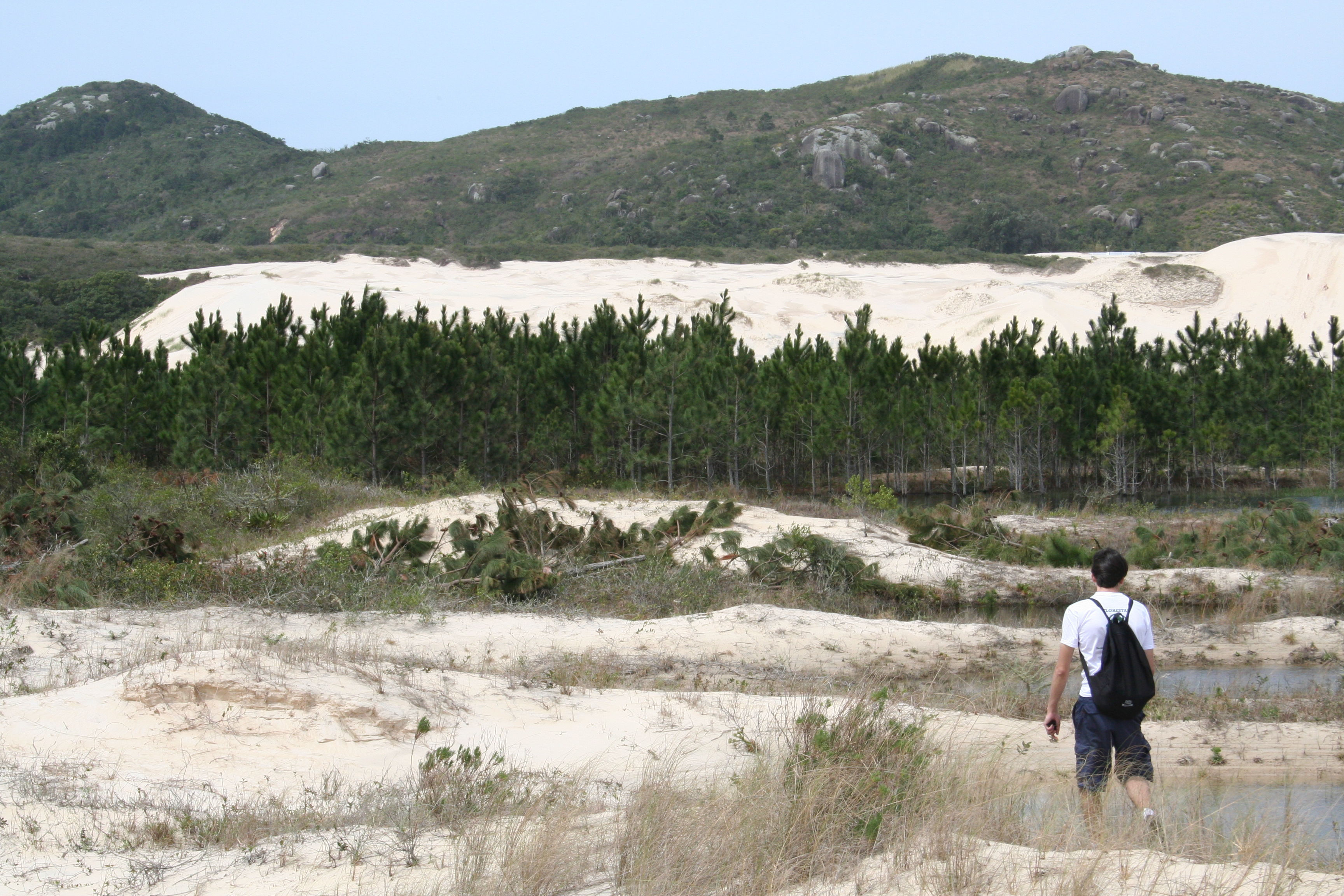
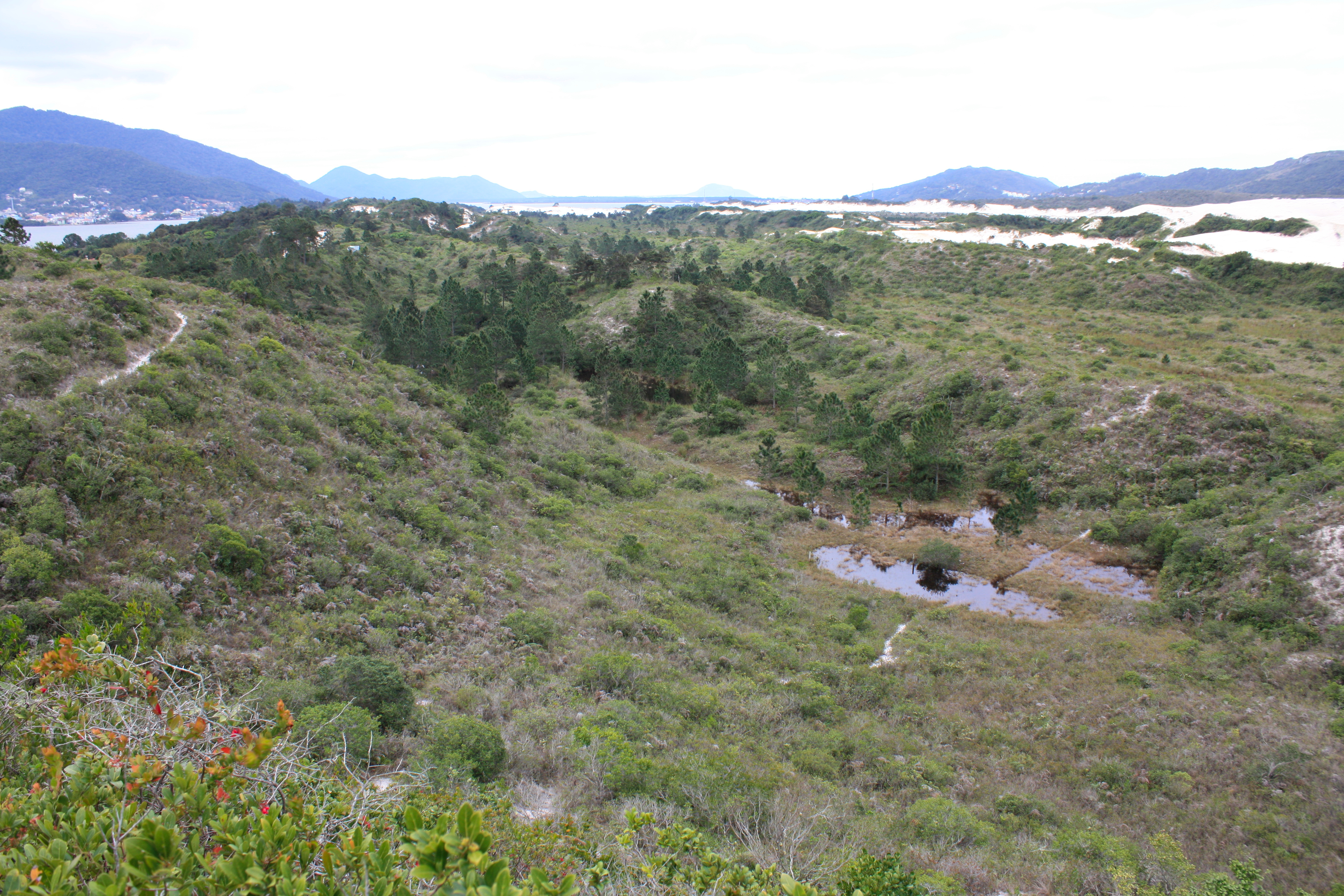
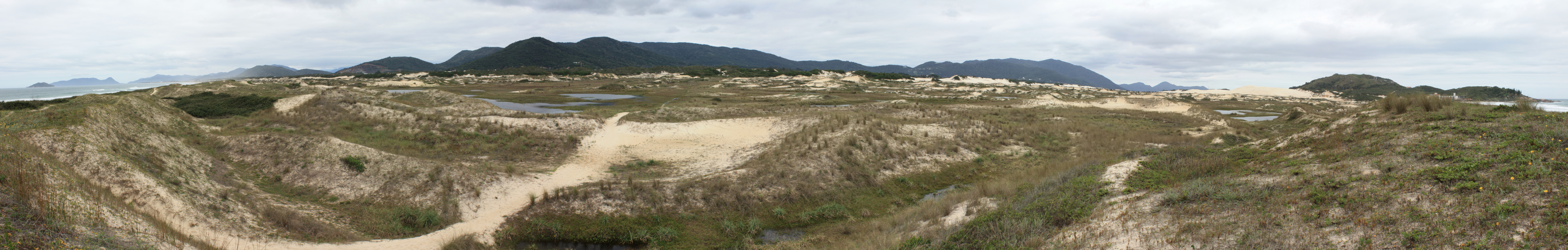